# Grannen Olsson
Olmert "Olle" Olsson är en seriefigur skapad av Carl Barks som ofta förekommer i disneyserier. Olssons förnamn anges nästan aldrig; han kallas bara vid efternamn. Vid ett tillfälle kallas han av sin mor vid förnamnet Olle. På senare tid har man fått veta att hans fullständiga namn är Olmert Olsson. Han bor granne med Kalle Anka på Paradisäppelvägen, och de båda bråkar i stort sett alltid. Det finns många serier där han och Kalle av en eller annan anledning börjar träta, och det hela eskalerar till dess att de har förstört varandras hus. 
Olsson har lika kort stubin som Kalle, men förefaller dock vara mer vildsint. När Kalle och Olsson råkar i luven på varann, dröjer det inte länge förrän grannskapet förvandlas till ett slagfält. En av de värsta bataljerna utkämpas i "Akta dig för kitt" (Kalle Anka & C:o nr 17 1976).
Grannen Olsson var den första återkommande figuren i Kalle Ankas universum som Carl Barks skapade. Han dök för första gången upp i serien Goda Grannar (Good Neighbors) i november 1943. Olsson har flera gånger visat sig leva tillsammans med sin mor.
| danska       | Knahrvorn                                           |
| engelska     | Neighbour (J) Jones                                 |
| finska       | Teppo Tulppu / Herra Muristo                        |
| indonesiska  | Pak Pokijan                                         |
| italienska   | Vicino Jones / Signor Bombarda                      |
| nederländska | Buurman Bolderbast                                  |
| norska       | Nabo Jensen                                         |
| portugisiska | Silva                                               |
| tyska        | Nachbar Nickel / Nachbar Schurigl / Herr Zorngiebel |